# Biezwil
Biezwil ist eine Einwohnergemeinde im Schweizer Kanton Solothurn. Sie liegt im Bezirk Bucheggberg.

## Geographie
Biezwil liegt auf 586 m ü. M., 14 km südwestlich des Kantonshauptortes Solothurn (Luftlinie). Das Haufendorf erstreckt sich in einer Geländemulde im Einzugsgebiet des Rütibachs auf der Hochfläche des Bucheggbergs, im Solothurner Mittelland.
Die Fläche des 4,2 km² grossen Gemeindegebiets umfasst einen Abschnitt der Molassehöhen des Bucheggberges. Den zentralen Teil des Gebietes nimmt die Mulde von Biezwil ein, die nach Norden in ein Tälchen übergeht und zum Oberwiler Mülibach (Quellbach des Rütibachs) entwässert. Diese Hochmulde wird im Westen von der Wiesenhöhe Aspi (605 m ü. M.) begrenzt, welche sich allmählich gegen Schnottwil abdacht. Das östlich an Biezwil anschliessende Hochplateau wird im Süden von den Waldhügeln Schoren (615 m ü. M.), Flüeli (mit 673 m ü. M. die höchste Erhebung von Biezwil) und Hubel (654 m ü. M.) flankiert. Die südliche Grenze verläuft auf der Kante oberhalb des Steilabfalls zum Limpachtal. Von der Gemeindefläche entfielen 1997 7 % auf Siedlungen, 41 % auf Wald und Gehölze und 52 % auf Landwirtschaft.
Zu Biezwil gehören verschiedene Einzelhöfe. Nachbargemeinden von Biezwil sind Buchegg, Messen und Schnottwil im Kanton Solothurn sowie Oberwil bei Büren im Kanton Bern.

## Bevölkerung
Mit 354 Einwohnern (Stand 31. Dezember 2023) gehört Biezwil zu den kleinen Gemeinden des Kantons Solothurn. Von den Bewohnern sind 98,3 % deutschsprachig, 1,4 % französischsprachig und 0,4 % sprechen Italienisch (Stand 2000). Die Bevölkerungszahl von Biezwil belief sich 1850 auf 579 Einwohner, 1900 noch auf 376 Einwohner. Durch starke Abwanderung im Verlauf des 20. Jahrhunderts nahm die Bevölkerungszahl bis 1980 um weitere 40 % auf 226 Personen ab. Seither wurde wieder eine deutliche Bevölkerungszunahme verzeichnet.

## Wirtschaft

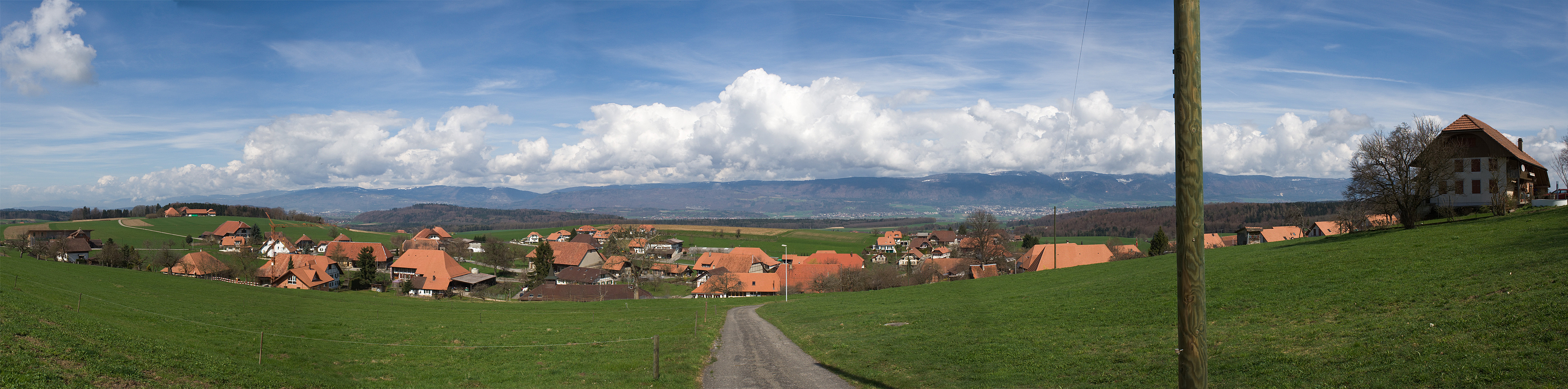
Blick von den Molassehöhen auf das Dorf und den Jura

Biezwil war bis in die zweite Hälfte des 20. Jahrhunderts ein vorwiegend durch die Landwirtschaft geprägtes Dorf. Während des 19. Jahrhunderts befand sich in Biezwil eine bedeutende Garnsiederei, welche zahlreiche Arbeiter aus der Umgebung anzog, die sich im Dorf niederliessen.
Noch heute haben der Ackerbau, der Obstbau sowie die Viehzucht und die Forstwirtschaft einen wichtigen Stellenwert in der Erwerbsstruktur der Bevölkerung. Weitere Arbeitsplätze sind im lokalen Kleingewerbe und im Dienstleistungssektor vorhanden, unter anderem in einem Betrieb des Holzbaus. In den letzten Jahrzehnten hat sich das Dorf auch zu einer Wohngemeinde entwickelt. Viele Erwerbstätige sind deshalb Wegpendler, die hauptsächlich in den Regionen Solothurn und Grenchen arbeiten.

## Verkehr
Die Gemeinde liegt abseits der grösseren Durchgangsstrassen an einer Verbindungsstrasse von Lohn-Ammannsegg nach Schnottwil. Durch einen Postautokurs, welcher die Strecke vom Bahnhof Lohn-Lüterkofen nach Schnottwil bedient, sowie durch den Rufbus Bucheggberg ist Biezwil an das Netz des öffentlichen Verkehrs angeschlossen.

## Geschichte
Das Gemeindegebiet von Biezwil war bereits im Neolithikum und während der Römerzeit besiedelt, was durch verschiedene Kleinfunde nachgewiesen werden konnte. Die erste urkundliche Erwähnung des Ortes erfolgte 1255 unter dem Namen Beizwile; von 1276 ist die Schreibung Bietzwile überliefert. Der Ortsname ist vom althochdeutschen Personennamen Piezo abgeleitet und bedeutet «bei den Höfen des Piezo».
Seit dem 13. Jahrhundert unterstand Biezwil der Herrschaft Buchegg, die Teil der Landgrafschaft Kleinburgund war, 1391 von Solothurn erworben und zur Vogtei Bucheggberg umgewandelt wurde. Bis 1798 lag die hohe Gerichtsbarkeit beim bernischen Landgericht Zollikofen, während Solothurn mit dem Gerichtsort Schnottwil die niedere Gerichtsbarkeit ausübte. Nach dem Zusammenbruch des Ancien Régime (1798) gehörte Biezwil während der Helvetik zum Distrikt Biberist und ab 1803 zum Bezirk Bucheggberg. Im Jahr 1893 fielen zahlreiche Häuser einem Dorfbrand zum Opfer.

## Sehenswürdigkeiten
Der Ortskern von Biezwil zeichnet sich durch viele charakteristische Fachwerkhäuser nach Bernerart aus. Das 1827 erbaute Bauernhaus in der Hauptstrasse «98» war bis 2020 als Kulturgut von regionaler Bedeutung gelistet.

## Wappen
Blasonierung
In Rot auf gelbem Dreiberg drei gelbe Ähren